# Muñico
Muñico es un municipio y localidad española de la provincia de Ávila, en la comunidad autónoma de Castilla y León. El término municipal tiene una población de 80 habitantes (INE 2024).

## Símbolos
El escudo heráldico que representan al municipio fueron aprobados el 30 de marzo de 2011. El escudo se blasona de la siguiente manera:

En campo de plata, un espino de sinople y a sus pies un lobo pasante de sable. Timbrado con Corona Real de España que es un círculo engastado de piedras preciosas compuesto de ocho florones (cinco vistos) de hojas de acanto, interpoladas de perlas que convergen en un mundo de azur, con el semimeridiano y el ecuador de oro sumado de una cruz de oro y la corona forrada de gules.
Boletín Oficial de Castilla y León nº 128 de 4 de julio de 2011

La descripción de la bandera es la siguiente:

Bandera en paño carmesí por ser éste el color del reino de Castilla, orlada de blanco, con el escudo municipal al centro.
Boletín Oficial de Castilla y León nº 128 de 4 de julio de 2011

## Geografía
La localidad está situada a una altitud de 1088 m sobre el nivel del mar.
| Noroeste: Mirueña de los Infanzones          | Norte: Solana de Rioalmar | Noreste: Solana de Rioalmar |
| Oeste: Gallegos de Sobrinos                  |                           | Este: Cillán                |
| Suroeste: Manjabálago y Ortigosa de Rioalmar | Sur: Valdecasa            | Sureste: Cillán             |

## Historia
Hacia mediados del siglo XIX, el lugar tenía contabilizada una población de 132 habitantes. Aparece descrito en el decimoprimer volumen del Diccionario geográfico-estadístico-histórico de España y sus posesiones de Ultramar de Pascual Madoz de la siguiente manera:

MUÑICO: l. que forma ayunt. con Rinconada en la prov. y dióc. de Avila (5 leg.), part. jud. de Piedrahita (6), aud. terr. de Madrid (20), c. g. de Castilla la Vieja (Valladolid 24): sit. en la serranía de Avila, en el centro de un pequeño valle; le combaten los vientos N. y O.; y su clima es sano, no padeciéndose por lo comun mas enfermedades que las estacionales: tiene, incluyendo á Rinconada, unas 63 casas de mediana construccion, distribuidas en varias calles y una plaza: hay casa de ayunt.; escuela de instruccion primaria, á la que concurren niños de ambos sexos, que se hallan á cargo de un maestro dotado mezquinamente; y una igl. parr. (Sto. Domingo) servida por un párroco, cuyo curato es de entrada y de provision ordinaria, tiene por anejo á Pasarilla, en donde hay una igl. (San Pedro Apóstol): el cementerio está en parage que no perjudica á la salud pública; y se surten los vec. para sus usos de aguas buenas potables: el térm. confina N. Solana de Rio-almar; E. Cillan y Pasarilla, y S. y O. Manjabalago y Mirueña: se estiende 1/2 leg. poco mas ó menos en todas direcciones, y comprende un monte arbolado de encina por la parte de E. y O., y 1,100 fan. de tierra, de las que se cultivan 400, 40 de primera suerte que se destinan á trigo y cebada, 100 de segunda á trigo, y 260 de tercera á centeno y algarrobas: le atraviesan 2 riach. titulados Trabancos y Rio-almar. caminos: los que dirigen á los pueblos limítrofes: el correo se recibe en la cap. de prov. y en Peñaranda. prod.: trigo, cebada, centeno, pastos, algarrobas, garbanzos y otras legumbres: mantiene ganado lanar, vacuno y de cerda con abundancia; y cria alguna caza menor. ind. y comercio: la agrícola, esportacion de los prod. sobrantes, é importacion de los art. de que carecen los vec. pobl.: 42 vec., 132 alm. cap. prod.: 323,425 rs. imp.: 12,937. ind. y fab.: 500. contr.: 3573 rs. 4 mrs.
(Madoz, 1848, pp. 690-691)

## Demografía
Muñico cuenta con una población de 80 habitantes (INE 2024).
| Gráfica de evolución demográfica de Muñico entre 1842 y 2021 |
| |
| Población de derecho según los censos de población del INE. Población de hecho según los censos de población del INE.En este censo se denominaba Muñico y Rinconada: 1842. |

## Comunicaciones
| Numeración | Itinerario                                          |
| ---------- | --------------------------------------------------- |
| AV-110     | Ávila - Muñico - Cabezas del Villar - AV-105        |
| AV-114     | Muñico - San Pedro del Arroyo - N-501               |
| AV-120     | Muñico - Muñana - N-110                             |
| AV-P-618   | Muñico - Rinconada de Río Almar (pedanía de Muñico) |

## Patrimonio
En la localidad hay una iglesia bajo la advocación de Santo Domingo.